# دهستان جاسب
دهستان جاسب (به انگلیسی: Jasb Rural) دهستانی است در بخش مرکزی شهرستان دلیجان، استان مرکزی، ایران. در سرشماری سال ۱۳۸۵، جمعیت آن ۱۳۷۳ نفر در ۵۵۲ خانوار بوده‌است. این دهستان دارای هفت روستا می‌باشد و در ۱۵ کیلومتری شمال شرقی دلیجان در ایران قرار دارد.
این دهستان در ۱۵ کیلومتری شمال شرقی شهرستان دلیجان و در نزدیکی سد پانزده خرداد واقع شده که از شمال به روستای کرمجگان، از جنوب به روستای نراق، از شرق به اردهال و از غرب به دلیجان راه دارد و شامل ۷ پارچه آبادی است که نام جاسب را برخود دارد. این منطقه متشکل از روستاهایی نه چندان بزرگ به نام‌های؛ بیجگان (شهیدیه)، وشتگان (بهشت مکان)، وسقونقان، هرازجان (هزار جوان)، زُر، واران و کروگان. این ۷ آبادی در دره‌ای به طول ۵۰ کیلومتر در راستای رود ازنا قرار دارند.
دانشگاه آزاد اسلامی واحد جاسب، در مرز روستای واران و کروگان قرار گرفته‌است.

## تاریخچه
تاریخ جاسب را می‌توان از دوران شاهنشاهی ساسانی پی‌برد. داستانی که ریش سفیدان روستا می‌گویند این است که در زمان شاه اردشیر بابکان سواره نظام شاه را به مراتع سرسبز دره می‌بردند تا اسب‌ها از سرسبزی فراوان بچرند و از نهر ازنا نیز بنوشند. به تدریج که بازدید سواره نظام بیشتر شد، تصمیم گرفته شد که ۹ پناهگاه در دره ساخته شود تا گله داران اسب بتوانند شب را در مکان‌های مختلف بمانند. سرانجام این نه سرپناه به‌طور دائم توسط گله داران و خانواده‌هایشان سکنی گزیدند و به آرامی به روستاهای خودشان تبدیل شدند. در طول ۲۰۰۰ سال تسخیر دائمی دو سرپناه به دلیل عدم توانایی در پرورش مواد غذایی در زمین مجاور متروکه شد، یکی از این پناهگاه‌ها در غرب کروگان قرار داشت و آثاری هنوز قابل مشاهده است، دیگری در پایین دست بیژگان و به دلیل طغیان دوره ای رودخانه همه آثار آن شسته شده‌است. با گذشت زمان و تنها هفت روستا باقی مانده‌است که تا به امروز دارند.
اولین سازه‌ها در نزدیکی قنات‌ها ساخته شدند تا آب دائمی به مزارع و برای مصارف خانگی وجود داشته باشد، زیرا با بزرگ‌تر شدن روستاها، ساختمان‌ها بر روی تراس‌های سنگی ساخته شدند که به شدت به سمت رودخانه شیب داشتند.

## مردم
امروزه اغلب مردم جاسب مسلمانان شیعه هستند. در سال ۱۹۵۰ میلادی بیش از نیمی از مردم کروگان بهایی بودند. روستای دیگری که تعدادی خانواده بهایی داشت وسقونقان بود. در ماه رمضان سال ۱۹۵۵ میلادی شیخ محمد تقی فلسفی که روحانی بود بزرگ‌ترین تبلیغات علیه بهاییان را شروع کرد. بعد از اینکه از شاه برای ادامه سخنان ضد بهایی اجازه گرفت شروع به صحبت در مورد بهاییان در خطبه‌های نماز جمعه کرد. درگیریهای شدیدی بین مسلمانان و بهاییان صورت گرفت و بسیاری از بهاییان کشته شده، اموالشان از آنان گرفته شده و از پست‌های دولتی منع شدند. در این زمان بسیاری از آنان برای یافتن زندگی بهتر به تهران مهاجرت کردند. همچنین بعد از انقلاب اسلامی تمامی زمین‌ها و اموال آنان توسط سازمان اوقاف و امور خیریه تصرف و بعدها به مردم همان منطقه فروخته شد.

## جمعیت
جمعیت کل این هفت روستا در حال حاضر حدود ۱٫۵۹۰ نفر (طبق آمار ۱۳۹۵) است، اما این رقم در حال حاضر رو به کاهش است زیرا تعداد بیشتری از جوانان زندگی روستایی را رها کرده و به شهرهای بزرگتر مانند تهران و اصفهان می‌روند. مرکز اصلی جمعیت در واران واقع شده‌است که بزرگ‌ترین روستا از هفت روستا است و پس از آن وسقونقان از نظر وسعت قرار دارد. اکثریت کلی جمعیت جاسب پیرو مذهب شیعه هستند، اما در گذشته پیروان بهائی زیادی وجود داشتند. و تعداد زیادی یهودی در این شهر تحت تعقیب قرار گرفتند. در طول دهه ۱۳۳۰ بیش از نیمی از جمعیت کروگان بهائی بودند. روستای دیگری که چند خانواده بهائی داشت وسکونقان است. در ماه رمضان سال ۱۳۳۶، شیخ محمدتقی فلسفی، واعظ عوام‌گرا، یکی از برجسته‌ترین طرح‌های تبلیغاتی ضد بهائیت را در ایران آغاز کرد. وی پس از دریافت اجازه از محمدرضا پهلوی برای بیان سخنان ضد بهائی در خطبه‌های خود، روحانیون دیگر را تشویق کرد تا در خطبه های خود در مورد مسئله بهائی‌ستیزی بحث کنند. این خطبه ها باعث خشونت‌های اوباش علیه بهائیان شد. اموال بهائیان ویران شد، احشام آنها ربوده یا کشته شدند، مراکزشان غارت شد، قبرستان‌هایشان هتک حرمت شد، بهائیان کشته شدند، برخی از آنها تکه تکه شدند، زنان بهائی ربوده شدند و مجبور به ازدواج با مسلمانان شدند، و بهائیان اخراج و از مدارس و مشاغل اخراج شدند. با توجه به افزایش روزافزون آزار و اذیت بهائیان توسط اکثریت مسلمان، آنها چاره ای جز ترک سبک زندگی و مسکن خود در جستجوی زندگی بهتر در تهران نداشتند.

## موقعیت جغرافیایی
این روستاها همگی در پایین دره جاسب قرار دارند. خود دره از رودخانه منفرد ازنا تغذیه می‌شود که بیشتر آب خود را از رواناب قنات‌های اطراف دریافت می‌کند. این دره توسط کوه‌هایی احاطه شده‌است که یک رشته U شکل را تشکیل می‌دهند، بلندترین کوه، قله ولیجا است که ارتفاع آن به ۳٫۲۳۳ متر (۱۰٫۶۰۴ فوت) می‌رسد. قله‌های قابل توجه دیگری که بیش از ۳٫۰۰۰ متر ارتفاع دارند به ترتیب کوه گرگ، کوه قالید ۳٫۱۵۵ متر (۱۰٫۳۵۲ فوت)، کوه پلنگست ۳٫۱۳۵ متر (۱۰٫۲۸۶ فوت)، کوه صلالت ۳٫۰۵۵ متر (۱۰٫۰۲۴) هستند. پا)؛ با این حال، این کوه‌ها از سطح دره ۲٫۲۰۰ متری بالا می‌روند.

## سبک زندگی
روستاهای جاسب جز روستاهای کشاورزی سنتی ایران به‌شمار می‌روند. این مزارع از طریق سیستم قنات‌های روباز آبیاری می‌شوند که از آب قنات‌های مجاور تغذیه می‌شود. از آب قنات‌ها در تابستان و بهار که کشاورزی در اوج فعالیت است استفاده می‌شود. در طول ماه‌های سرد زمستان که دمای هوا می‌تواند به ۳۰- درجه سانتی‌گراد برسد و چندین متر برف می‌بارد، کشاورزی انجام نمی‌شود، زیرا هوای سرد اجازه نمی‌دهد زندگی گیاهی رشد کند. قالی بافی از نظر اهمیت بعد از کشاورزی رتبه دوم را داشت. در طول سال‌ها صدها فرش گران‌بها توسط جمعیت زنان محلی ساخته‌شد.